# 三浦勝治美術館
三浦勝治美術館（みうらかつじびじゅつかん）は、岐阜県関市にある私設美術館。

## 概要
2011年（平成23年）12月3日開館。
関市出身の洋画家、三浦勝治の作品を展示する美術館である。三浦勝治と長年親交のあった平林銈一が、故郷関市に作品の常設展示できる場所を作りたいという三浦勝治の希望をかなえるために建設したものである。
収蔵する作品は世界各地の風景画、人物画、日本各地の風景画、雑誌や本の表紙絵などである。特に三浦勝治が得意としていたシルクロードの風景やシルクロード沿いの民族の人物画を多く収蔵する。また、三浦勝治の使用したパレット、絵具、筆なども展示する。
岐阜県まちかど美術館・博物館に登録されている。

## 主な収蔵作品
- 兵馬俑幻想
- 万里の長城
- 居庸関
- 婚礼の行進

## 利用案内
- 所在地：岐阜県関市稲口251
- 開館時間：10：00 - 16：00
- 休館日：水曜日
- 入館料：大人200円　高校生以下無料

## 交通アクセス

### 公共交通機関
- 長良川鉄道越美南線せきてらす前駅または関口駅下車、徒歩で約30分。

### 自動車
- 東海北陸自動車道 関ICより約5分。